# Adimolol
Adimolol (MEN-935) je antihipertenzivni agens koji deluje kao neselektivni antagonist α1-, α2-, i β-adrenergičkog receptora .